# شريط جانبي

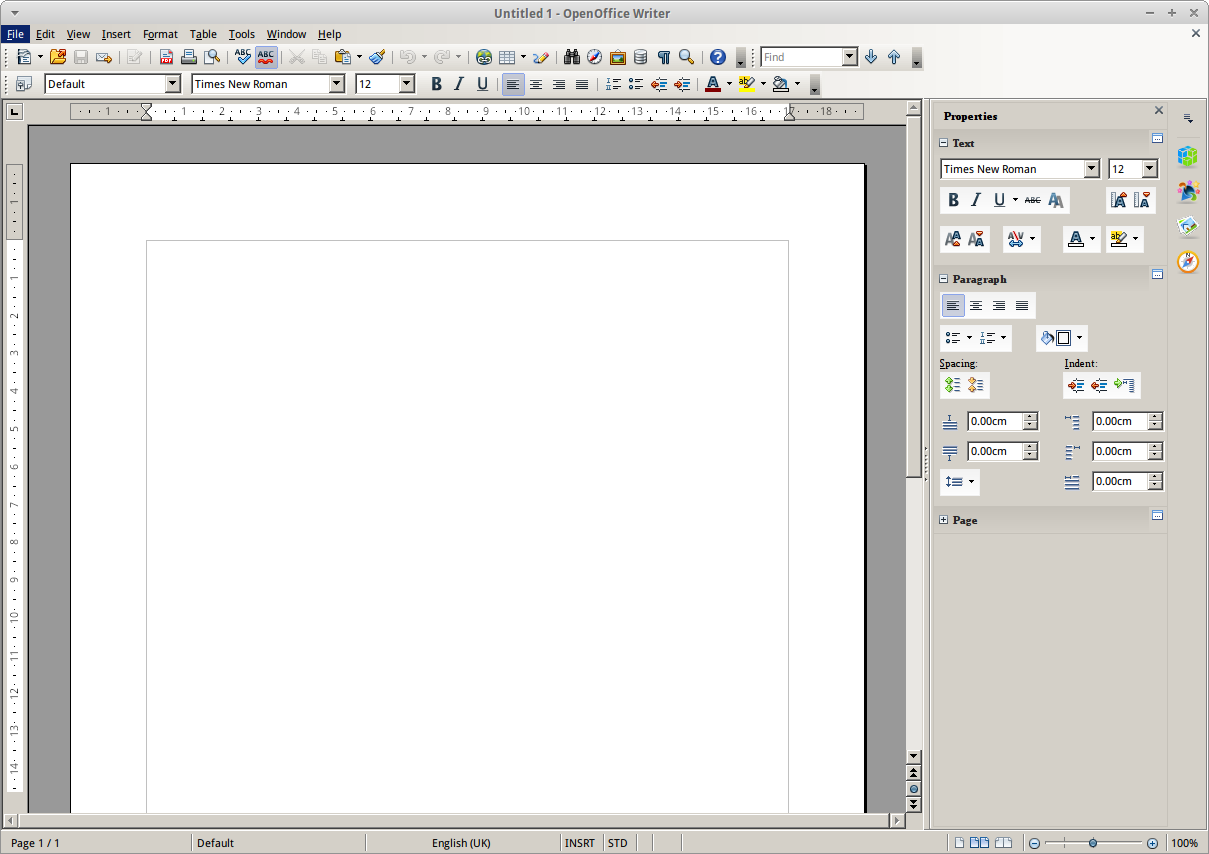

في مجال النشر، يعد مصطلح الشريط الجانبي (بالإنجليزية: Sidebar)‏ مصطلحًا يتم منه الحصول على معلومات وضعت بالقرب من مقال في منشور مطبوع أو على شبكة الإنترنت، يكون منفصلاً في تخطيطه ولكنه متصل في السياق.
يستخدم هذا المصطلح منذ فترة طويلة في تصميم الصحف والمجلات. وهو الآن مشهور في تصميم المواقع الإلكترونية، حيث ظهرت الشرائط الجانبية كمساحة إعلانية وتطورت لتتضمن معلومات مثل روابط سريعة إلى أجزاء أخرى من الموقع أو روابط لمواد ذات صلة على المواقع الأخرى. وغالبًا ما تتضمن الشرائط الجانبية على الإنترنت كميات صغيرة من المعلومات مثل اقتباسات أو استطلاعات أو قوائم أو صور أو أدوات الموقع، إلخ.